# Carlos Gardellini
Carlos Gardellini (Lanús, 7 de marzo de 1964) es un guitarrista y cantante de rock argentino. Conocido por ser desde 1992 a 2017 el guitarrista del grupo Vox Dei y desde ahí hasta la actualidad guitarrista de Willy Quiroga Vox Dei, Primera Junta y Carlos Gardellini Band. 

## Biografía

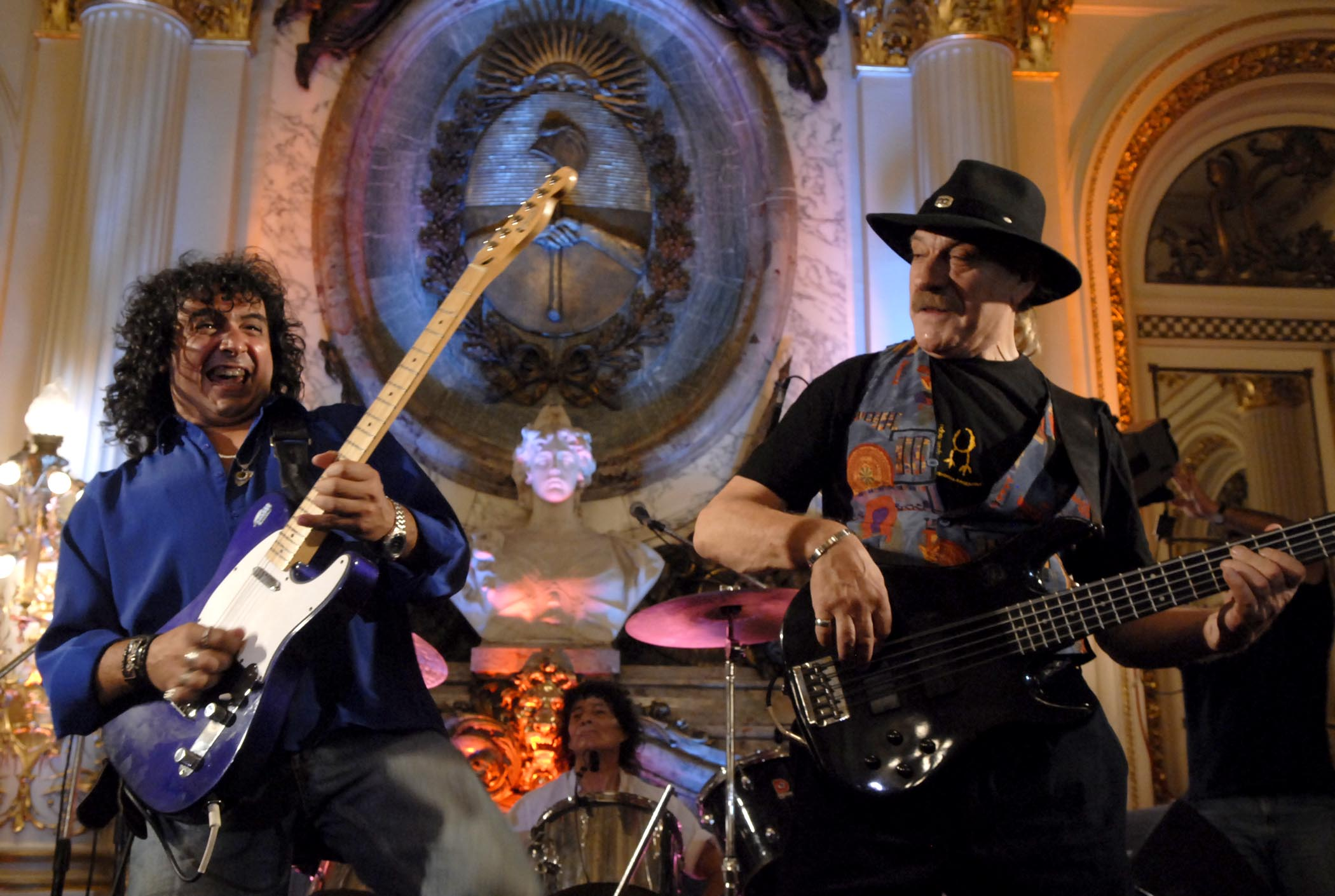
Carlos Gardellini (izquierda), Rubén Basoalto (centro) y Willy Quiroga (derecha), durante un concierto de Vox Dei en la Casa Rosada en 2007.

Gardellini comenzó a tocar la guitarra desde muy joven, sus primeras influencias fueron íconos del rock argentino como Pappo, David Lebón y Luis Alberto Spinetta. Empezó estudiando folklore con Juan Carlos López Moreno, guitarrista de Antonio Tormo, en Lanús zona sur del Gran Buenos Aires done formó su primera banda de Rock con sus compañeros de colegio Gabriel Ciarlo y Flavio Labonia a fines de la década del 70 con quienes mantiene amistad hasta la actualidad. Luego estudió jazz con "El Rocco" Jorge Montesano.
Durante la década del 80, comenzó tocando el bajo con algunos grupos y también siendo el guitarrista, trabajando como músico sesionista y haciendo grabaciones para programas de televisión, solistas y artistas de diferentes estilos ya que en ese momento decide dedicarse de lleno a la música luego de pasar por infinidad de trabajos en los cuales nunca llegó a sentirse cómodo dado que el sueño fue dedicarse a lo que había aprendido desde muy pequeño, ayudado por la docencia y sus trabajos como músico de sesión logra poder mantenerse en una Argentina difícil, post dictadura militar, ya con dos de sus tres hijos Carla Maribel y Gabriel Federico acompañado siempre por su mujer desde la adolescencia Gabriela Roda
A fines de la década conoce a Rubén Basoalto, con quién  formó «La banda de La Sala», junto a Pablo Podestá en bajo producto de largas zapadas que realizaban prácticamente a diario. A finales de 1992 Gardellini ingresa como guitarrista a Vox Dei, por invitación de Basoalto. Junto a Vox Dei editan en 1994 el álbum  Sin darle ya más vueltas ; grabado en los estudios del Abasto, este disco no solo se caracteriza  por su sonido súper roquero sino que es muy bien recibido por el público y la critica y es presentado a lo largo y a lo ancho del país girando en trío permanentemente, en varios de estos conciertos se lo pudo ver también como invitado al talentoso e histórico tecladista de la mítica banda "El Reloj" Luis Valentti. En 1996, al regresar Ricardo Soulé se retira del grupo, tiempo en el que arma la banda "El Triángulo" junto a músicos muy talentosos como Guillermo "Mono" Capell en bajo y Darío Poletti en batería, grabando con ellos un álbum que nunca vio la luz a nivel físico, pero que se puede hoy encontrar en alguna plataforma digital.
En 1998, Soulé deja nuevamente el grupo y regresa con ellos, aunque paralelamente seguiría tocando en varios proyectos, más específicamente con Lucille banda en la cual toco paralelamente ya desde el comienzo de sus inicios en Vox Dei. En 2001 y en el marco de otra Argentina superdifícil nace su tercer hija Agustina, este nuevo siglo lo encontrara al artista no solo con mucho trabajo sino con importantes cambios personales que influirán muchísimo en el futuro de su carrera, sobre el final de esta década junto a su compañero Willy Quiroga se veran muy golpeados por el fallecimiento de su gran amigo Ruben Basoalto, alentados por el público deciden seguir adelante con la inclusión de Simos Quiroga en la batería
Trabajos realizados con Vox Dei: Sin Darle Ya más vueltas (CD), El Camino (CD), El Camino en vivo Teatro Ateneo (CD + DVD), Vox Dei en Casa de Gobierno (DVD), La Biblia 40 años con coro y orquesta (CD + DVD) en el teatro San Martín, Vox Dei en el Bicentenario de la Nación especial para televisión, Vox Dei 50 años teatro Gran Rex CD + DVD 2016 y Vox Dei en MJ 2017. 
Grabó: Pasaporte” (Los Romeos CD), “Mentira” (Los Romeos CD), “Selfie” (Los Romeos CD), Participaciones: “Gabinete de curiosidades” (Hilda Lizarazu)” Caretofobia 1 y 2” (Flema)” El Blues Local Mas Vivo Que Nunca” (Homenaje a Norberto Napolitano, Pappo, junto a los músicos más destacados de nuestro país), “Igualdad cultural” junto a Lito Vitale y su orquesta,  más  invitaciones en vivo y en grabaciones de numerosos artistas Argentinos. Participó también junto a Vox Dei  de la autoría de la música compuesta especialmente para la Película referente al Papa Francisco titulado Francisco de Bs. As. De Miguel Rodríguez Arias con el apoyo del I.N.C.A.A.
En 2016 se edita el primer CD de Lucille, banda donde Gardellini además de cantar compone el repertorio junto al guitarrista Claudio Hernández, Durante 2016 continuó sus giras con Willy Quiroga Vox Dei finalizando dicho año en el teatro Gran Rex con el espectáculo 50 años de rock “Vox Dei Willy Quiroga, Manal (Javier Martínez)” (Sala completa) y en este mismo año también participó en el concierto llamado G3 (Argentina) junto a los destacados Alembre González, y Daniel Raffo, que anualmente reúne a tres importantes guitarristas de nuestra música.
Ya en esta etapa con el nombre de Willy Quiroga Vox Dei y con Simón Quiroga en Batería giran por todo el país como también por algunos lugares de Latinoamérica (acentuando su popularidad en la República de Bolivia que ya venían recorriendo con Rubén Basoalto desde el año 2000 tocando en los más importantes teatros y estadios de la hermana república) junto con algunas visitas a ciudades de España como Tarragona, Madrid y Barcelona.
Para 2017, se realizaría la gira nacional de los conciertos ya mencionados más la edición en CD y DVD de “50 años de rock En el Gran Rex” con punto de partida en Cosquín rock 2017 a realizarse el 25, 26, 27 de febrero en la ciudad de Córdoba, durante el mismo año y parte de 2018 tuvo varias participaciones “en concierto” junto a Gustavo “Vasco” Bazterrica (Los abuelos de la nada, La máquina de hacer pájaros), también viene girando en formato acústico con artistas como Claudio Hernández y Claudia Puyó.
Ya para 2018 Junto a Simon Quiroga y Beto Ceriotti bajista de Almafuerte se juntan para hacer música (en la misma sala donde comenzarían las primeras zapadas con Rubén Basoalto a fines de la década del 80) para darle forma al nuevo proyecto Primera Junta, banda que con solo un par de shows en Bs. As. parte prontamente de gira a las provincias de San Luis, Entre Ríos y Córdoba con exitosos shows en las mencionadas provincias. Lo próximo será un parate artístico a nivel mundial producto de la pandemia de COVID-19.
Durante el confinamiento el músico no bajo los brazos dedicándose a componer a relacionarse con su instrumento a diario y preparar un repertorio de canciones, propias, de rock argentino, y también en inglés lo que le permitió durante las esporádicas aperturas hacer conciertos en solitario con un pequeño aforo y al aire libre en solitario, también incursionando por primera vez en las famosa radios en línea con su programa "Lo ultimo que me faltaba" por Vox Rock Radio donde comparte música e información de las bandas que escucha desde muy joven.
Ya para finales de 2020 la idea de Primera Junta es entrar a grabar todo el material que los tres músicos dieron forma durante el último tiempo y para 2021 logran entra al estudio con producción de Jorge Noguera donde graban una importante cantidad de canciones muy bien logradas con Pablo Podestá como ingeniero de grabación y Mario Breuer como ingeniero de masternig. Mientras tanto sigue girando y proyectando con su banda solista Carlos Gardellini Band, Primera Junta y Willy Quiroga Vox Dei.

## Discografía
Con Vox Dei
- Sin darle ya más vueltas - 1994
- El Camino - 2005
- Vox Dei en Vivo - 2007
- La Biblia 40 años (en vivo) - 2013

Con Willy Quiroga Vox Dei
- Gran Rex - 50 años de Rock Nacional (En vivo) - 2017
- Esta Noche No Parece Igual (En vivo) - 2019

Con Los Romeos
- Pasaporte - 2006
- Mentira! - 2012
- Selfie  - 2015

Con Lucille
- Lucille - 2016